# Deutsche Grenzpolizei

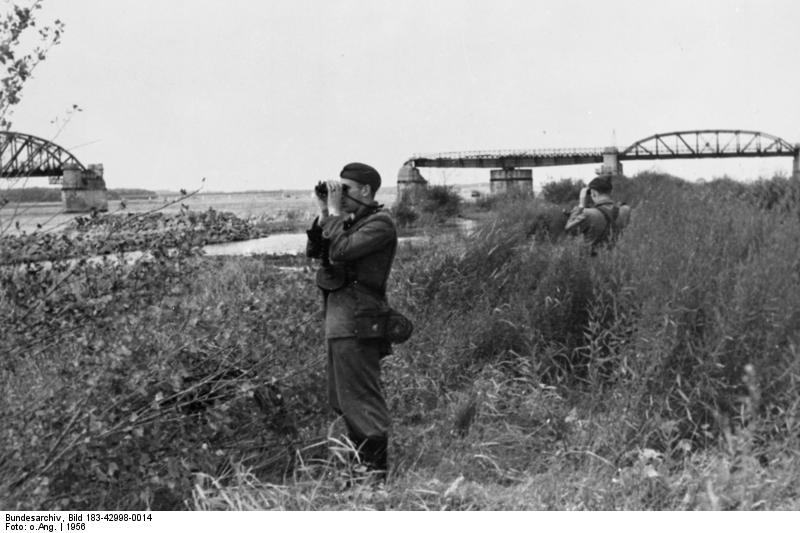
Grenzpolizei aan de Elbe, 1956

De Deutsche Grenzpolizei ("Duitse Grenspolitie", afgekort tot DGP) was een bewapende en militair georganiseerde eenheid van het ministerie van binnenlandse zaken van de Duitse Democratische Republiek (DDR) die werd ingezet voor de bewaking van de grenzen van de DDR, voornamelijk aan de Duits-Duitse grens. De Grenzpolizei was de voorloper van de Grenztruppen der DDR.
De Grenzpolizei werd op 1 december 1946 in de Sovjet-bezettingszone in Duitsland opgericht en viel tot de oprichting van de DDR in 1949 onder de Deutsche Verwaltung des Innern (DVdI). Vanaf 12 mei 1952 was de Grenzpolizei geen onderdeel meer van de Volkspolizei, die onder het ministerie van binnenlandse zaken viel, maar viel het onder het Ministerium für Staatssicherheit, de Stasi. Op 1 augustus 1952 werd Hermann Gartmann tot chef van de Grenzpolizei benoemd.

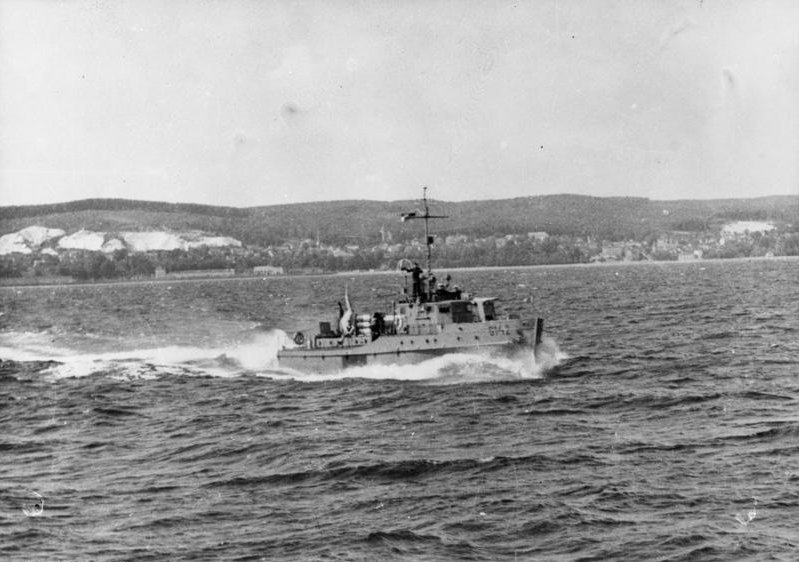
Boot van de Grenzpolizei bij Rügen

Op 1 december 1955 nam de Grenzpolizei de militaire beveiliging van de grenzen van de DDR over van de Sovjettroepen. Kort na het sluiten van de grens met West-Berlijn door de bouw van de Berlijnse Muur op 13 augustus 1961 werd de Grenzpolizei bij het ministerie van nationale verdediging ondergebracht en werd het van een politie- in een militaire organisatie omgezet. De Grenzpolizei kreeg eerst de benaming Grenztruppen der NVA, maar werd op 15 september 1961 hernoemd in Grenztruppen der DDR. Hiermee bracht de DDR tot uiting dat het geen regulier onderdeel was van het leger, de NVA, en wilde de DDR ook bereiken dat deze troepen buiten eventuele ontwapeningsonderhandelingen zouden blijven.
De afdeling Aufklärung van de Grenzpolizei werd vanaf 1 januari 1962 ondergebracht bij de Hauptverwaltung Aufklärung van de Stasi. Deze manschappen opereerden op DDR-gebied tussen de grensversperringen en het grondgebied van de Bondsrepubliek Duitsland.